# Oberwang
Oberwang osztrák község Felső-Ausztria Vöcklabrucki járásában. 2018 januárjában 1708 lakosa volt.

## Elhelyezkedése

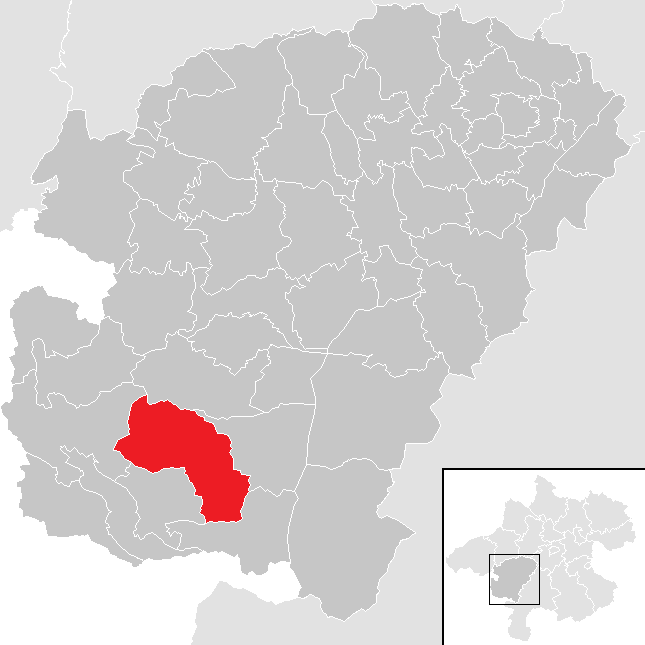
Oberwang a Vöcklabrucki járásban

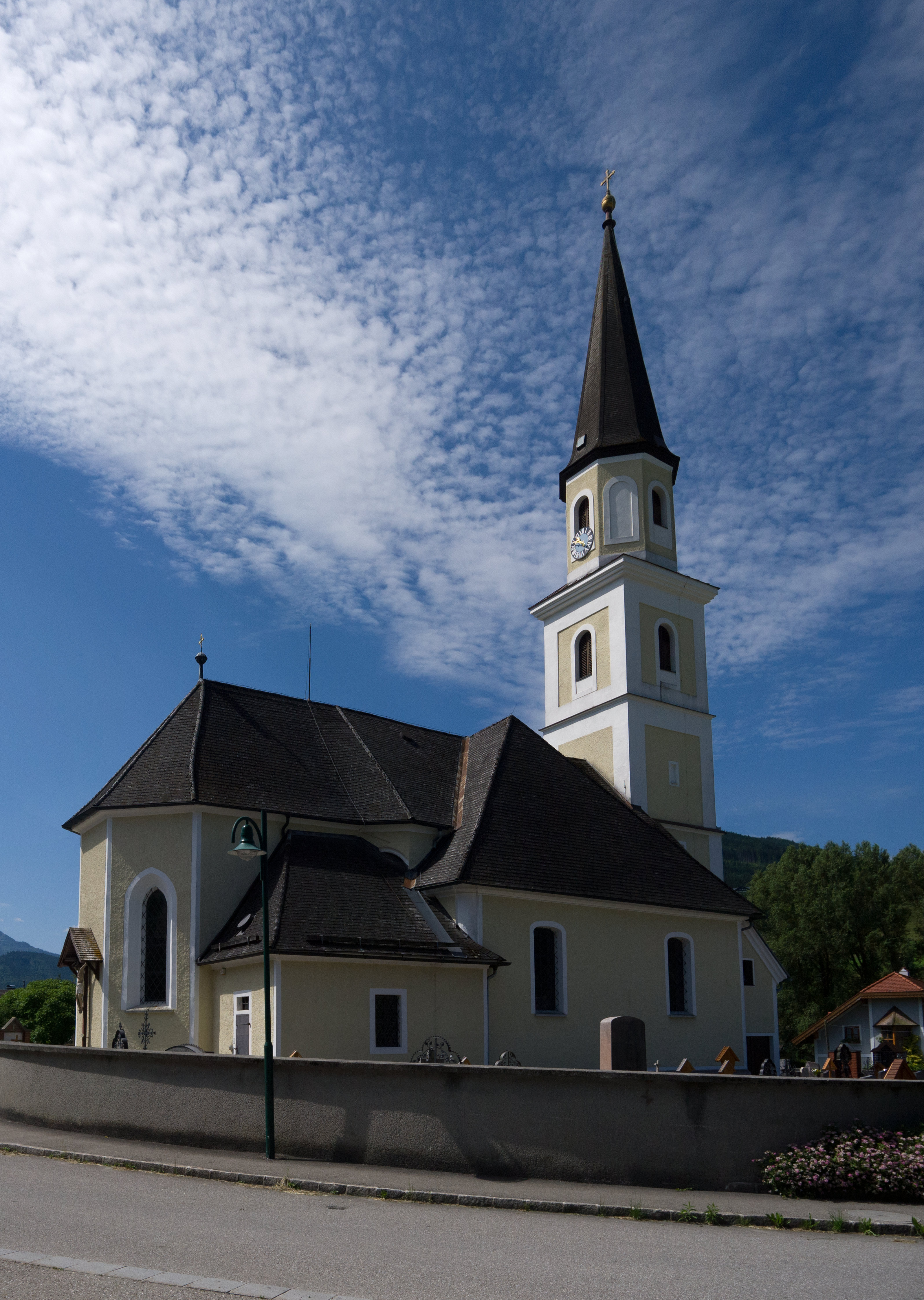
A Szt. Kilián-templom

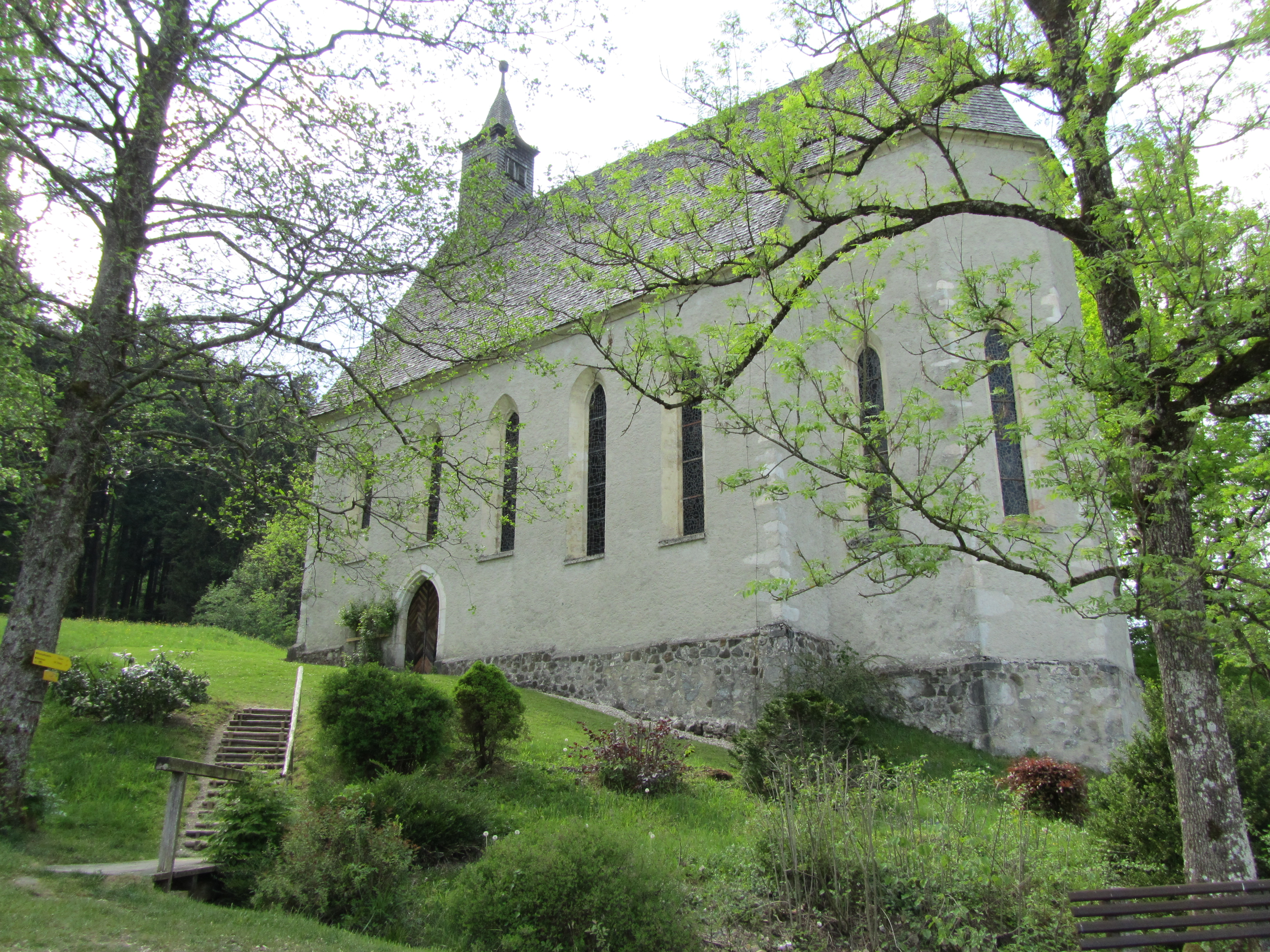
A Konrád-templom

Oberwang Felső-Ausztria Hausruckviertel régiójában, a Salzkammergut tóvidékén helyezkedik el, a Mondsee és az Attersee tavak között. Legjelentősebb folyóvízei a Wangauer Ache, a Ruezingbach és a Riedlbach. Területének 62,8%-a erdő, 32% áll mezőgazdasági művelés alatt. Az önkormányzat 6 településrészt és falut egyesít: Gessenschwandt (186 lakos 2018-ban), Grossenschwandt (320)
Oberaschau (240), Oberwang (608), Radau (164) és Traschwandt (190). 
A környező önkormányzatok: északra Straß im Attergau, keletre Nußdorf am Attersee, délkeletre Unterach am Attersee, délnyugatra Innerschwand am Mondsee, nyugatra Tiefgraben.

## Története
Az Oberwang helynevet először 951-ben említi a mondseei apátság apátság egyik erdőadományozási oklevele. 
1145. január 15-én a mondseei kolostor apátját, Chunrad Bosinlothert, miután misét mondott Oberwang templomában, meggyilkolták. A gyilkosok elásták a holttestet, amit azonban egy forrás kimosott; ezért azt azóta Konrád-forrásnak nevezik. 
A térség eredetileg a Bajor Hercegség keleti határán helyezkedett el, a 12. században viszont átkerült Ausztriához. 1490-ben, a hercegség felosztásakor az Enns fölötti Ausztria része lett. 
A köztársaság 1918-as megalakulásakor Felső-Ausztria tartományhoz sorolták. Miután Ausztria 1938-ban csatlakozott a Német Birodalomhoz, az Oberdonaui gau része lett; a második világháború után visszakerült Felső-Ausztriához.

## Lakosság
Az oberwangi önkormányzat területén 2018 januárjában 1708 fő élt. A lakosságszám 1961 óta gyarapodó tendenciát mutat. 2015-ben a helybeliek 96,4%-a volt osztrák állampolgár; a külföldiek közül 1,8% a régi (2004 előtti), 1% az új EU-tagállamokból érkezett. 2001-ben a lakosok 97,5%-a római katolikusnak, 1% mohamedánnak, 1% pedig felekezeten kívülinek vallotta magát. Ugyanekkor egy magyar élt a községben. 

## Látnivalók
- a Szt. Kilián plébániatemplom. Főoltára 1708-ból való
- az 1470-ben épült Konrád-templom

## Fordítás
- Ez a szócikk részben vagy egészben  az   Oberwang című német Wikipédia-szócikk ezen változatának fordításán alapul.  Az eredeti cikk szerkesztőit annak laptörténete sorolja fel. Ez a jelzés csupán a megfogalmazás eredetét és a szerzői jogokat jelzi, nem szolgál a cikkben szereplő információk forrásmegjelöléseként.